# Piercing en la lengua

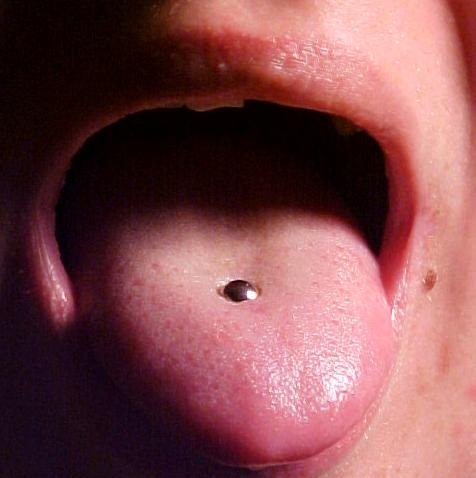
Lengua recientemente perforada, mostrando signos de inflamación.

El piercing en la lengua, o perforación en la lengua, es un agujero o perforación corporal que atraviesa el centro de la lengua, y es la quinta perforación más popular en el mundo occidental después de la oreja. Aunque existen múltiples variantes de este piercing tales como la horizontal, orbital o superficial, entre otras, su forma más común y segura es en vertical, en el centro de la lengua.

## Tipos de perforación y de pendientes
La perforación vertical (más conocida como perforación industrial) se realiza junto al frenillo bajo la lengua, sea en su lado izquierdo o derecho. El grosor del pendiente común es de 14 gauge, ‘grosor 14’, equivalente a 1 milímetros de diámetro, y la longitud común de la barra del pendiente utilizado es de 16 mm.
La perforación en la superficie (más conocida como perforación banano) es en la superficie de la lengua. Puede ser desde los 4,5 mm hasta los 11 mm de longitud y el grosor de 10 Gauge, ‘grosor 10’, que equivalen a 1,2 mm de diámetro (dependiendo del tipo de material y fabricante).
La perforación orbital es bajo la superficie de la punta de la lengua. La longitud del pendiente varía desde 5 mm  hasta 8 mm (según el material y fabricante) y el grosor de 09-10 Gauge, 11 a 12 mm de diámetro. 
Normalmente, los pendientes que se usan para los piercing en la lengua son barras rectas de acero quirúrgico o titanio que tienen una bola en cada extremo, una fija y una enroscable. Sin los pendientes que se usan para el piercing en la lengua es el conocido como 14 gauge, o ‘grosor 14’, equivalente a unos 1,6 mm de grosor, aunque a menudo éste puede cambiar si el portador del piercing decide aumentar el tamaño del agujero, insertándose pendientes más anchos gradualmente, siendo el mayor grosor conocido como 00 gauge, o ‘grosor 00’, equivalente a 9,5 mm de grosor.
La longitud común de la barra de los pendientes utilizados en el piercing en la lengua es de 16 mm, a menudo también conocida como 5/8. Sin embargo, cuando se realiza la perforación los pendientes utilizados suelen tener una longitud de entre 20 y 23 mm (lo que también se conoce como una longitud entre 13/16 y 15/16), debido a la inflamación de la lengua, para evitar que el grosor de la lengua inflamada supere la longitud del pendiente.

## Efectos adversos
- Trauma dental,  i.e., fractura dental y desgaste afecta a un 14% hasta 41% de las personas con un pendiente en la lengua.[4]

- Recogimiento de la encía afecta a un 19% hasta 68% de las personas con un pendiente en la lengua.[4][5] El  hueso alveolar puede también estar involucrado, poniendo en peligro la estabilidad y durabilidad de los dientes en su lugar, y requiriendo una cirugía periodontal de regeneración.[6]

- Una mayor prevalencia de colonización de Candida albicans, se ha reportado en individuos jóvenes, que tienen una joya en la lengua, en comparación con sujetos no perforados.[7]

- Mortíferos abscesos cerebrales, han ocurrido debido a la infección causada por los piercings en la lengua.[8][9]